# Fad (Hype)

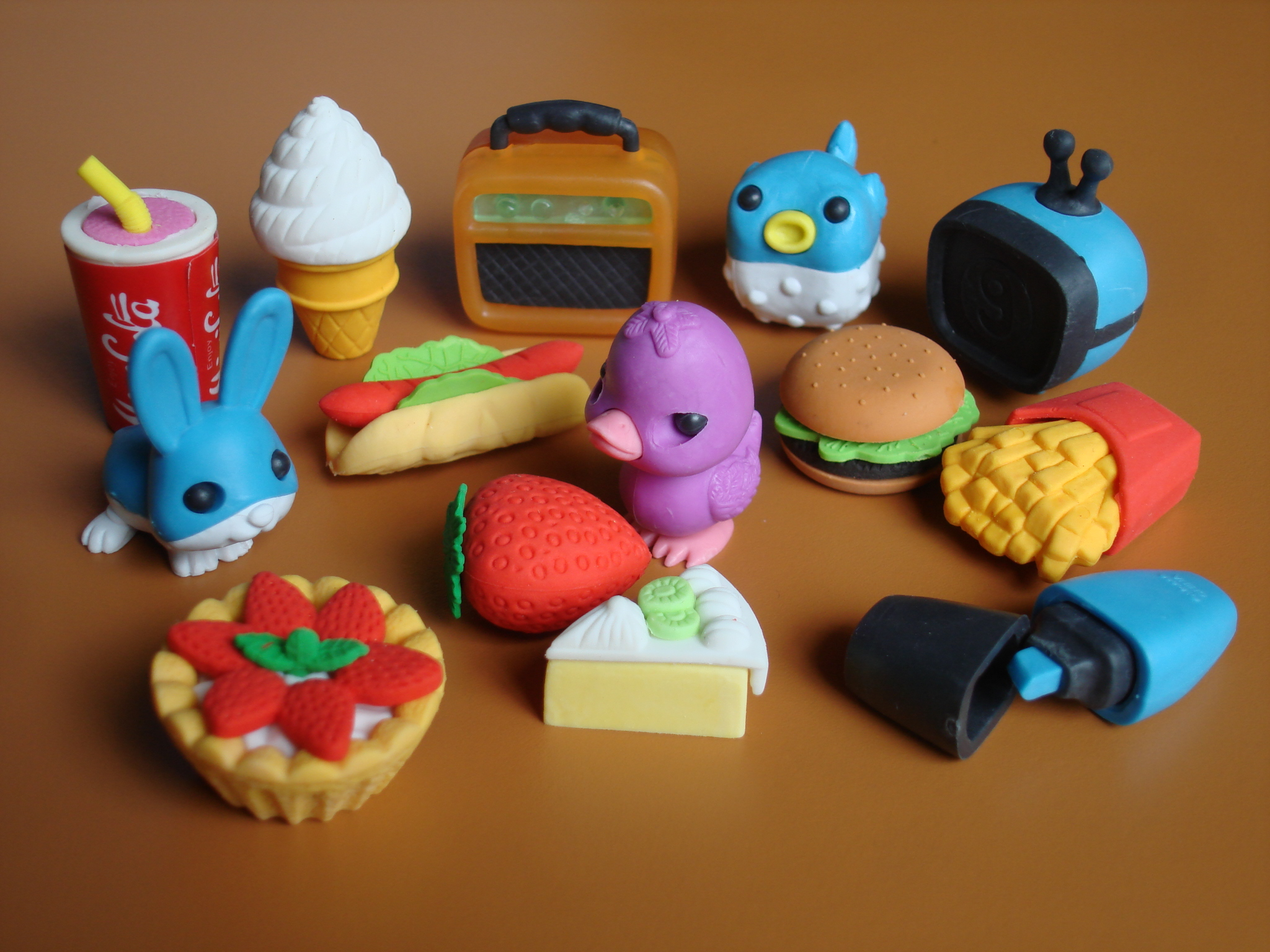
Ein Fad, für das amerikanische Schulkinder sich um 2011 begeisterten, ist das Sammeln außergewöhnlich geformter Radiergummis, die in den USA von unterschiedlichen Herstellern auf den Markt gebracht wurden.

Als Fad [fæd] (englisch für Fimmel, Masche, Modetorheit; auch Craze, Vogue, Rage) wird im kulturellen Diskurs des englischsprachigen Raumes ein Verhalten bezeichnet, dem Bevölkerungsteile meist über eine sehr kurze Zeit hinweg mit Begeisterung folgen, und zwar so lange, wie dieses Verhalten als neuartig und daher als interessant empfunden wird. Fads ähneln Moden, sind aber kurzlebiger. Im Gegensatz zu modischen Trends treten Fads schlagartig auf und verschwinden auch schnell wieder.
Bei vielen Fads handelt es sich um den Kauf von Produkten, die in bestimmten Bevölkerungsteilen kurze Zeit intensiv en vogue sind; das können beispielsweise Lebensmittel, Modeaccessoires, Spielzeuge oder Sportgeräte sein. Ein bekanntes Beispiel ist der Zauberwürfel, ein Geduldsspiel, das 1981 für wenige Monate große Popularität genoss. Produktbezogene Fads werden oft durch virales Marketing angetrieben. Andere Fads haben mit Produkten überhaupt nichts zu tun, sondern betreffen die Sprache oder sonstige reine Verhaltensweisen.
Über die Faszination ihres reinen Neuigkeitswerts hinaus können Fads durch Gruppenzwang oder durch das Bedürfnis motiviert sein, sich über die sozialen Normen hinwegzusetzen und sich zu einer Gegenkultur zu bekennen.